# Mazedonischer Salbei
Der Mazedonische Salbei (Salvia jurisicii) ist eine Pflanzenart aus der Gattung Salbei (Salvia) in der Familie der Lippenblütler (Lamiaceae). 

## Merkmale
Der Mazedonische Salbei ist eine ausdauernde Pflanze, die Wuchshöhen von 25 bis 30, selten bis 60 Zentimeter erreicht. Am Stängel befinden sich abstehende lange Haare. Die Laubblätter sind fiederschnittig und weisen vier bis sechs schmal linealische Abschnitte auf. 
Die Blüten sind gedreht, die Kronenunterlippe weist nach oben. Der Kelch ist 3 bis 5 (bis 6) Millimeter lang. Die Krone ist 9 bis 12 (bis 14) Millimeter lang und violettblau.
Die Blütezeit reicht von Juni bis September. 
Die Chromosomenzahl beträgt 2n = 22.

## Vorkommen
Die Art kommt in Mazedonien in Höhenlagen um 280 Meter vor.

## Nutzung
Der Mazedonische Salbei wird selten als Zierpflanze in Steingärten genutzt. Er ist seit spätestens 1922 in Kultur. Die Sorte 'Alba' hat eine weiße Krone.